# Phaethornis guy
Phaethornis guy là một loài chim trong họ Trochilidae.